# Brusturi, Neamț
Brusturi là một xã thuộc hạt Neamț, România. Dân số thời điểm năm 2002 là 5621 người.